# Protemblemaria punctata
Protemblemaria punctata is een  straalvinnige vissensoort uit de familie van snoekslijmvissen (Chaenopsidae). De wetenschappelijke naam van de soort is voor het eerst geldig gepubliceerd in 1966 door Cervigón.
De soort staat op de Rode Lijst van de IUCN als Kwetsbaar, beoordelingsjaar 1996.